# Ouratea fusiformis
Ouratea fusiformis är en tvåhjärtbladig växtart som beskrevs av Claude Henri Léon Sastre. Ouratea fusiformis ingår i släktet Ouratea och familjen Ochnaceae. Inga underarter finns listade i Catalogue of Life.